# Русский Продукт
Акционерное Общество (АО) Русский Продукт — один из ведущих производителей продуктов питания в Российской Федерации.
Продукция компании производится на двух промышленных площадках: Детчинском заводе пищевых концентратов (ДЗОК) в Калужской области и комбинате «Колосс» в Москве.
Линейка продукции включает в себя овсяные хлопья, моментальные каши, супы, супы быстрого приготовления, кофе в зернах, растворимый кофе, растворимый цикорий, овсяные напитки, кисели, специи, приправы, желе и смеси для выпечки. В портфель компании входят такие бренды как: Геркулес, Суперсуп, Бакалея 101, суп Дачный, Печем Дома, Традиция, Коффитель, Старая Мельница, Мистер Сливкин и Русский Продукт.
Продукты компании представлены в более чем 70,000 розничных торговых точек между Брестом и Владивостоком, а также экспортируются в СНГ, Центральную Азию, Израиль, США, Канаду и Евросоюз.

## История
АО Русский Продукт появилось в 1996 году в результате слияния пяти предприятий пищевой отрасли, история которых началась с открытия в 1861 году Фабрики колбасно-гастрономических изделий Н. Г. Григорьева, за которой в 1920-х годах последовал Московский пищекомбинат.
Московский пищекомбинат стал первым советским предприятием, освоившим промышленное производство пищевых концентратов в 1932 году. В 1936 году для девятимесячной экспедиции Папанина на крайний север «Северный полюс-1» были созданы продукты по специальным рецептам. В 1940 году завод получил орден Ленина после того, как выпуск продукции был увеличен в 13 раз: до 47,000 тонн. В разгар Великой Отечественной войны, в 1942 году объём продукции достиг 80,500 тонн.
После войны Московским пищекомбинатом был представлен хорошо известный сегодня сорт овсяных хлопьев «Геркулес», также предприятие стало первым в СССР, освоившим производство детской смеси и смесей для выпечки в промышленном масштабе.
Детчинский завод пищевых концентратов (ДЗОК) был построен в 1950 году. В дальнейшем здесь было последовательно освоено производство сушеного картофеля, моркови, лука, зелени, сыпучих концентратов, желатина, творога, сушеных ягод и фруктов замороженного мяса.
Макаронная фабрика «Супермак» открылась в 1959 году, а Московский экспериментальный комбинат пищевых концентратов «Колосс» — в 1962 году. «Колосс» стал первым предприятием в СССР, освоившим промышленное производство картофельных чипсов.

## Современное состояние
Компания столкнулась с финансовыми трудностями в начале 2014 года. После продажи компанией знаменитого чайного бренда «Бодрость» во второй половине 2014 года за необъявленную сумму, эти деньги были инвестированы в повышение эффективности бизнеса путем увеличения производственной мощности, внедрения современного оборудования и оптимизации продуктового портфеля. 2018 год стал рекордным для компании по производству в тоннах и объёму полученной прибыли в рублях.
Крупнейшие конкуренты АО «Русский Продукт» — это международные корпорации Nestle, Kraft Foods, Unilever, Mars Incorporated и крупнейший производитель  бакалеи в России ООО Пудофф. Эти компании составляют примерно 65 % российского рынка.

## Продукция
Компания работает во множестве пищевых сегментов: овсяные каши, супы, супы быстрого приготовления, картофельные чипсы, лапша, кисели, компоты, кофе, растворимый цикорий, ячменные напитки, желе, специи и приправы, смеси для выпечки.